# Схематизм (інтерлінгвістика)
Схематизм — напрямок в лінгвопроектуванні, що визнає за апостеріорною міжнародною штучною мовою власні (тобто значною мірою апріорні) правила й закономірності - в першу чергу, пов'язані з словотворенням (деривації). Діагностичною ознакою схематичних мов є автономний словотвір, навіть якщо всі використовувані морфеми взято без змін з природних мов. Схематизм - історично пріоритетний (починаючи з Carpophorophilus, 1732 р.) і панівний для апостеріорних лінгвопроектів принцип (волапюк, есперанто, ідо), в новітній час потіснений натуралізмом (окциденталь, Інтерлінгва-ІАЛА). Усередині схематичних мов можна провести різницю між:
- гіперсхематичними мовами, що допускають використання деякої кількості апріорних морфем, причому регулярно поєднують в слові апостеріорний корінь і апріорне закінчення (есперанто Granda domo)
- гіпосхематичними мовами, що використовують тільки апріорні морфеми (ідіом-неутраль Dom grand), але, на відміну від натуралістичних мов, що поєднують їх за власними правилами.